# Alass

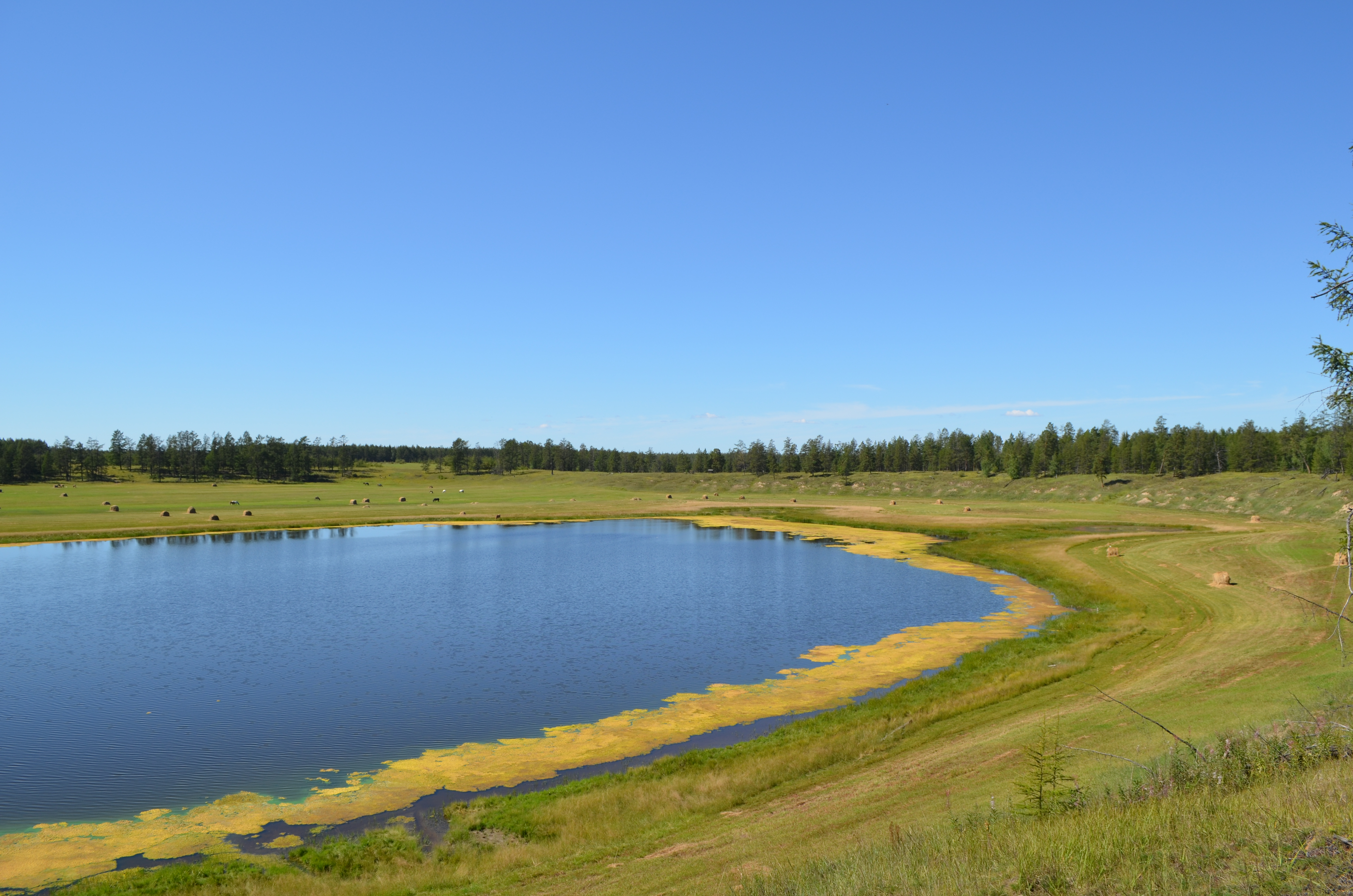
Un alass en Yakoutie.

Un alass est une dépression lacustre d’origine thermokarstique dans le pergélisol. Au Québec, l'expression « lac de thermokarst » est préférée. Ils sont caractéristiques de la Iakoutie centrale.
Le réchauffement des basses couches de l'atmosphère favorise la fonte du pergélisol et le développement de ces lacs dans les hautes latitudes boréales. Ils participent alors à la libération supplémentaire de gaz à effet de serre.